# 尾関伸次
尾関 伸次（おぜき しんじ、1980年1月18日 - ）は、岐阜県土岐市（駄知町地区）出身の俳優。身長175cm、体重60kg。血液型はA型。アルファセレクション代表取締役。旧芸名は尾関 伸嗣（読み同じ）

## 人物・来歴
- 3人兄弟の二男である。
- 岐阜県立瑞浪高等学校から、「京都の大学」に進学し、卒業した[1]。
- 高校時代、身長が150cm程度であった。その頃非常にコンプレックスを持っていた。その経験が今の仕事でも役に立っており、それを生かしたナイーブで繊細な若者を演じる事が多い。
- 嫌いな食べ物はうなぎ、牛乳。
- 2004年にドラマ『大都会の女たち』（演出・出目昌伸）で準主役に抜擢されデビュー[1]。
- 2008年、巨匠・バーベット・シュローダーの目にとまり、日仏合作『陰獣（原題：Inju : la Bête dans l'ombre）』で原作では「天使のような悪魔」と表現されるキーマン・平田一郎役を演じる。
- 2010年、映画『THE OSHIMA GANG』では若き日の大島渚に似た若者・草薙真を演じた。
- 主演映画「鼻歌」が第69回カンヌ国際映画祭短編部門で公式上映された[3]。
- 2018年、芸名を尾関伸嗣から本名の尾関伸次（読み同じ）に改名した。
- 2018年7月、岐阜県土岐市観光大使に委嘱[4]。
- 2025年1月、所属している株式会社アルファセレクションの代表取締役に就任。

## 出演

### テレビドラマ
- NHK連続テレビ小説
  - 天花（2004年）
  - つばさ（2009年）
  - ゲゲゲの女房（2010年） - 高村刑事 役
  - 半分、青い。（2018年） - 山田先生 役、岐阜ことば指導[5][6][7]
  - エール 第22週（2020年） - 盛田先生 役
- 父に奏でるメロディー（NHK／演出・西谷真一／2005年）
- 七色のおばんざい（NHK／2005年）
- クライマーズ・ハイ（NHK／2005年）
- 陽炎の辻（NHK／演出・西谷真一／2007年）
- 父の海、僕の空（日本テレビ・24時間テレビSPドラマ／2004年）
- 59番目のプロポーズ（日本テレビ／演出・片岡K／2006年）
- 大都会の女たち（TBS／演出・出目昌伸／2004年）
- こちら本池上署 第4シリーズ（TBS／2004年）
- 家に五女あり（TBS／2007年）
- 恋する日曜日 〜恋の唄〜（BS-i／演出・中原俊／2005年）
- 永遠の君へ（フジテレビ／2004年）
- 特命係長 只野仁（テレビ朝日／2005年）
- 仮面ライダー電王（テレビ朝日／2007年） - 奥村祐希 役
- パートタイム探偵2（テレビ東京／演出・三池崇史／2004年）
- Q.E.D. 証明終了（NHK／演出・伊勢田雅也／2009年）
- 水戸黄門 第40部 第13話「男を変えた女の純情 -出雲崎-」（TBS／2009年） - 誠吉役
- NHK大河ドラマ
  - 龍馬伝（2010年） - 金子重輔 役
  - 八重の桜（2013年） - 岡田以蔵 役
  - 軍師官兵衛（2014年） - 織田信行 役
  - 麒麟がくる（2020年） - 明智光綱 役
  - 青天を衝け（2021年） - 加治権三郎 役（第20～25回）
- FACE MAKER（読売テレビ／2010年） - 高津涼 役
- 隠密八百八町 第5話・第6話（NHK土曜時代劇／2011年2月5、12日） - 供侍 役
- 新選組血風録 全12話（NHK-BSプレミアム／2011年4月3日-6月） - 斎藤一 役　※レギュラー
- 新・警視庁捜査一課9係 season3 第3話（テレビ朝日／2011年7月20日） - 日下部仁志 役
- 秘密諜報員 エリカ 第2話（読売テレビ／2011年10月13日） - 千葉祐介 役
- ビターシュガー 第3話（NHKよる★ドラ／2011年11月1日） - 恋愛映画の男 役
- 鉄道警察官・清村公三郎8（テレビ東京／2012年2月8日）
- 陽だまりの樹 （NHK-BSプレミアム／2012年4月-6月） - 小野鉄太郎（山岡鉄舟）役
- ハンチョウ〜警視庁安積班〜 第7話（TBS／2012年5月21日） - 谷靖人巡査 役
- モメる門には福きたる　-片桐正和 役（フジテレビ／2013年1月-）
- アナザーフェイス〜刑事総務課・大友鉄〜2（朝日放送／2013年4月20日）
- 遺留捜査 第3シリーズ・第1話（テレビ朝日／2013年4月-）
- 酔いどれ小籐次第4話・殿ヶ谷素伝（NHK／2013年7月12日）
- 明日の光をつかめ -2013 夏-（東海テレビ／2013年7月-8月） - 杉田克巳 役
- クロコーチ 第6話（TBS／2013年11月15日） - 佐野満 役
- 大岡越前 最終話（NHK BSプレミアム／2014年1月24日） - 坂口 役
- 私の嫌いな探偵 第7話（テレビ朝日／2014年2月28日） - 矢島達也 役
- 隠蔽捜査最終話（TBS／2014年3月24日）　-　岸谷　役
- テレビ東京開局50周年記念番組　刑事（テレビ東京／2014年3月26日） - 久本刑事 役
- 東京駅お忘れ物預り所7（テレビ朝日／2014年4月12日） - 井山正則 役
- ホワイト・ラボ〜警視庁特別科学捜査班〜 第8話（TBS／2014年6月2日） - 小沢 役
- 吉原裏同心（2014年） - 脇屋勘兵衛
- 監察官・羽生宗一2（テレビ朝日土曜ワイド劇場／2014年11月1日） - 井上光也 役
- SAKURA〜事件を聞く女〜 第8話（TBS／2014年12月8日） - 宇野俊介 役
- 保育探偵25時〜花咲慎一郎は眠れない!!〜 第3話（テレビ東京／2015年1月30日） - 元木茂徳 役
- 銀漢の賦　最終話（NHK／2015年） - 馬渕五郎左衛門
- 天使と悪魔-未解決事件匿名交渉課- CASE 3（日本テレビ／2015年4月24日） - 橘裕規 役
- ドラマスペシャル 検事の死命（テレビ朝日／2016年1月17日） - 多田博 役
- フラジャイル 病理医岸京一郎の所見（フジテレビ／2016年） - 安田博之 役
- BS1スペシャル　幸せなら手をたたこう〜名曲誕生の知られざる物語〜（NHK-BS1／2016年7月31日） - 杉田信吾 役
- MOSAIC-CANADA-第12話（イマジカBS／2017年7月1日） - 水島尚樹 役
- アシガール（NHK／2017年9月23日・10月7日） - 陸上部コーチ　役
- ウルトラマンジード第16話（テレビ東京／2017年10月21日） - ゴドー＝ウィン 役
- ミラクルちゅーんず第38話（テレビ東京／2017年12月17日） - 今野 役
- 記憶捜査〜新宿東署事件ファイル〜（テレビ東京／2019年） - 篠村誠 役
- ドクターX〜外科医・大門未知子〜 第6期 第2話（テレビ朝日／2019年10月24日） - 　二色の長男 役
- ミス・ジコチョー〜天才・天ノ教授の調査ファイル〜（2019年）
- 駐在刑事 SEASON2（テレビ東京／2020年） - 1話　荒木達彦 役
- 警視庁・捜査一課長 第6話（2020年5月14日、テレビ朝日） - 熊木昇 役
- 今野敏サスペンス「呪縛 警視庁強行犯係・樋口顕」（2020年10月19日、テレビ東京） - 仲村和之 役
- 赤ひげ3　第2回（2020年10月30日、NHK-BSプレミアム） - 新次 役
- 今ここにある危機とぼくの好感度について（NHK／2021年4月30日～全5回） - 広報課主任・谷山 役　※レギュラー
- 大富豪同心　第2シリーズ　第5回・6回（NHK-BSプレミアム　2021年6月25日、7月2日） - 坂内才蔵 役
- ライオンのおやつ　第2回・3回（NHK-BSプレミアム　2021年7月4日、7月11日）
- TOKYO VICE 第3話・第7話（2022年4月 - 、HBO Max・WOWOW） - 医師 役
- 嫌われ監察官 音無一六 season1 第3話（2022年5月20日、テレビ東京） - 柏原泰光 役
- 罠の戦争 第8話・第10話（2023年3月6日、20日、フジテレビ） - 鶴巻紀次 役
- はれのひ シンデレラ ウェディングドレスを日本へ! ある女性の挑戦（2024年2月24日、読売テレビ・日本テレビ） - 桂由美の父 役
- アンチヒーロー 第4話・第8話・第9話（2024年5月5日・6月2日・9日、TBS）[8] - 糸井誠 役
- PJ 〜航空救難団〜 第1話（2025年4月24日、テレビ朝日）- 広報担当官 役[9]
- 特捜9 final season 第4話（2025年4月30日、テレビ朝日） - 福元正志郎 役[10]

### 映画
- 深紅（月野木隆監督／2005年） - 吾郎役
- 隣人13号（井上靖雄監督／2005年）
- 紀子の食卓（園子温監督／2005年）
- 苺の破片（中原俊監督／2005年）
- フライ・ダディ・フライ（成島出監督／2005年）
- バルトの楽園（出目昌伸監督／2006年） - 倉本役
- I am 日本人（月野木隆監督／2006年） - 前田隆之 役
- 陰獣（2008年）※フランス映画 - 平田一郎 役
- 落語娘（中原俊監督／2008年） - 宮下ディレクター 役
- イサク（いまおかしんじ監督／2009年） - 主演
- 重力ピエロ（森淳一監督／2009年） - 葛城由紀夫（青年期） 役
- 60歳のラブレター（深川栄洋監督／2009年）
- ひぐらしのなく頃に誓（及川中監督／2009年）
- ハゲタカ（大友啓史監督／2009年）
- nude（小沼雄一監督／2009年）
- THE OSHIMA GANG（葉山陽一郎監督／2010年） - 主演
- TSUYAKO（MITSUYO MIYAZAKI　現・HIKARI／2012年） - 欣也役
- アメリカの夢（大塚信一監督／2012年） - 主演
- 聯合艦隊司令長官　山本五十六（成島出監督／2012年） - 吉岡実隊長 役
- Father 「俺の屍を越えてゆけ」（杉山嘉一監督／2013年） - 佐藤真一役、主演
- るろうに剣心　京都大火編（大友啓史監督／2014年） - 杉本音菊 役
- 鼻歌（佃尚能監督／2015年） - 小津役、主演
- 新聞記者（藤井道人監督／2019年）
- クローゼット（進藤丈広監督／2020年） - 高木昇 役
- 劇場版 奥様は、取り扱い注意（佐藤東弥監督／2021年） - 増田直志 役
- シグナル 長期未解決事件捜査班（橋本一監督／2021年） - 板垣の秘書官 役
- 海岸通りのネコミミ探偵（進藤丈広監督／2022年） - 三浦隼人 役

### 舞台
- わらいのまち（2017年3月30日 - 4月12日、東京グローブ座 /4月14日 - 16日、名古屋・中日劇場 / 4月18日 - 23日、兵庫県立芸術文化センター） 作・演出宅間孝行 - 寂連 役

### CM
- ニコレット（2010年-2011年）
- コナミ　フットボールオールスターズ（2011年）
- マイクロソフトWindows 7キャンペーン春・夏　遠藤家の人々（2012年） - 遠藤大輔 役
- グランドホクヨウ（2012年）
- コメリ（2011年）
- SUBARUXV（2011年-2015年）

### ネットシネマ
- 探偵事務所5（杉山嘉一監督／2008年）

### DVD
- 原田佳奈・就活女優DVD（篠原哲雄監督／2006年）
- 月刊MARI（深瀬雄介監督／2005年）
- 背徳におぼれて（坂本礼監督／2010年）主人公の旦那

### 雑誌
- アクチュール（キネマ旬報社／2006年5月）
- 新選組血風録完全ガイドブック（PHP／2011年4月）